# Tuyến 6 (Đường sắt đô thị Thành phố Hồ Chí Minh)
Tuyến 6 là một tuyến metro (đường sắt đô thị) thuộc hệ thống Đường sắt đô thị Thành phố Hồ Chí Minh. Hiện tại dự án đang trong quá trình kêu gọi đầu tư. Dự kiến sẽ được khởi công vào quý II năm 2027.
Tuyến kết nối giữa tuyến 2 và tuyến 3A để vận chuyển hành khách từ cửa ngõ các tỉnh miền Tây đi khu Tây Bắc Thành phố và Sân bay Tân Sơn Nhất.

## Hướng tuyến
Tuyến 6 có điểm đầu tại Bà Quẹo – Âu Cơ – Lũy Bán Bích – Tân Hòa Đông – Vòng xoay Phú Lâm.
Tuyến đi qua các Quận 6, Quận Tân Phú, và Quận Tân Bình.

## Nhà ga
Toàn tuyến có 7 nhà ga đi ngầm.
| Tên ga     | Khoảng cách     | Khoảng cách      | Tuyến trung chuyển | Vị trí        | Vị trí       |
| Tên ga     | Giữa các nhà ga | Từ ga Thạnh Xuân | Tuyến trung chuyển | Quận/Huyện    | Phường/Xã    |
| ---------- | --------------- | ---------------- | ------------------ | ------------- | ------------ |
| Phú Lâm    | -               | 0,0              | L3A Tuyến 3A       | Quận 6        | Phường 13    |
| Đầm Sen    | 1,2             | 1,2              |                    | Quận Tân Phú  | Tân Thới Hòa |
| Hòa Bình   | 0,8             | 2,0              |                    | Quận Tân Phú  | Hiệp Tân     |
| Tân Phú    | 1,4             | 3,4              |                    | Quận Tân Phú  | Hòa Thạnh    |
| Thống Nhất | 1,1             | 4,5              |                    | Quận Tân Phú  | Tân Thành    |
| Âu Cơ      | 1,0             | 5,5              |                    | Quận Tân Phú  | Tân Sơn Nhì  |
| Bà Quẹo    | 1,3             | 6,8              | L2 Tuyến 2         | Quận Tân Bình | Phường 13    |

## Khu vực Depot
Ga Depot của tuyến 6 sử dụng chung ga depot với tuyến 2, được xây dựng tại phường Tân Thới Nhất, quận 12 có tổng diện tích 22,3 ha.